# Mari-Lizig
La Mari-Lizig est une chaloupe construite en 1987-1988 selon le modèle utilisé autrefois par les pêcheurs du Relecq-Kerhuon (Finistère).
Les bateaux kerhorres (du gentilé du Relecq-Kerhuon) sont apparus vers le XVIIIe siècle, ils étaient utilisés pour le travail, réputés pour être des embarcations robustes. Leur faible tirant d'eau permet aux pêcheurs de traquer les bancs de poissons au plus près de la côte. Les avirons sont essentiels, fréquemment utilisés comme mode de propulsion pour la pêche à la senne. Le bateau kerhorre reste néanmoins une embarcation à voile.

## LaMari-Lizig, bateau du Relecq-Kerhuon
À la demande de Pierre Sanquer, Jean Kernéis membre du Club d'histoire locale lui aussi, et ancien marin, se met à la recherche de ce que furent les bateaux, les pêcheurs et les pêcheuses kerhorres. Maquettiste, il essaie de retrouver les formes de ces typiques bateaux qu’il a lui-même connus dans son jeune âge. Il se lance dans le tracé de lignes de coque mais aussi dans la confection de demi-coques. Par chance, les frères Hily, anciens constructeurs de bateaux kerhorres à Poul ar velin, sont encore là. Ils examinent les demi-coques de très près jusqu’à ce que la cinquième leur convienne. Elles ont été taillées, dans les débuts, en essayant de trouver les formes des bateaux telles qu’elles apparaissaient sur les rares cartes postales que le Club possédait. Quelques photos de famille ont aidé aussi à la réalisation de la demi-coque retenue.
D’autres kerhorres, Jean Le Roux et Christian Le Roux, avaient réalisé de très jolies petites maquettes, mais la maquette de la future Mari-Lizig fut exécutée sur les plans tracés par Jean Kernéis et présentés dans les Cahiers de l'Iroise en 1973. Elle a obtenu en 1986 le prix d'exécution et de l'authenticité par la revue Chasse-marée lors des fêtes de Douarnenez. La renaissance du dernier bateau kerhorre, démoli en 1955 sur la grève du Stéar, était entamée.
La décision de construire un bateau kerhorre est prise à l’unanimité et l’ABK (Association du bateau kerhorre) choisit Joseph Canton, jeune charpentier de marine à l’Aber-Wrac'h pour réaliser le travail. Les éléments de charpente sont confectionnés à l’Aber-Wrac’h et présentés lors d’une fête populaire à Kerhuon en mai 1987. La construction proprement dite a lieu dans un hangar à Kerhuon, en plein centre de l’agglomération, devant le public et d’innombrables écoliers, et se termine par une mise à l’eau le 16 avril 1988 lors d’une fête grandiose devant près de 5 000 personnes. cette fête consistait à baptiser le bateau en présence de la marraine, une jeune bretonne nommée Ingrid Corre.
Depuis ce jour mémorable, Mari-Lizig, dont la gestion est assurée par l’ABK, navigue de façon traditionnelle en rade de Brest et participe à toutes les fêtes maritimes de la région, à Douarnenez notamment, mais aussi jusqu’au Conquet et Lampaul-Plouarzel.
À sa construction tous les éléments du bateau, sans exception, étaient confectionnés à l’authentique sur les avis de Lucien Hily, mais à l’usage il a fallu admettre que pour assurer des sorties agréables des améliorations aux qualités nautiques étaient à apporter.
- On a remplacé les voiles en coton (cachoutées à deux reprises) pour des voiles en Dacron, et changé à plusieurs reprises aussi les formes du safran du gouvernail pour tenter d’améliorer la marche au près.
- En y associant l’usage d’un gui pour la grand-voile, le résultat est à peu près satisfaisant en ce qui concerne le cap sous voiles.
- Pour des questions de sécurité et pour garantir des horaires de retour des passagers, il a fallu se résoudre à munir la Mari-Lizig d’un moteur hors-bord. Le moteur fut rapidement trouvé. Par contre, la mise au point d’une chaise adaptable aux formes norvégiennes de l’arrière fut laborieuse. L’ensemble est efficace et facilement escamotable dès que le vent se lève, de façon à ne pas nuire au caractère authentique recherché dès les débuts.

En 2000, les plans furent cédés au Chantier du Guip qui fabriqua un bateau kerhorre plus grand et plus voilé que Mari-Lizig, conçu comme un bateau de promenade apte à transporter davantage de personnes ; la Vieille dame est aussi un excellent voilier basé à Brest à ses débuts, il serait nantais actuellement.

## Le bateau emblème, de la commune duRelecq-Kerhuon[3]
| Blason du Relecq-Kerhuon | Mari-Lizig possède des armoiries dont l'origine et le blasonnement exact ne sont pas disponibles. |

Au début 1979, le conseil municipal décida de doter la commune d’un blason et lança un concours de dessin. Jean Kernéis y participa et son projet de blason portant au centre un bateau kerhorre fut retenu par la municipalité d’alors puis par la commission d’héraldique du centre départemental d’archives du Finistère.
En 1988, le nom Mari-Lizig fut choisi pour le bateau. Il s’agissait du prénom d’une pêcheuse bien connue des Kerhorres. Pêcheuse embarquée qui avait navigué pendant onze ans comme matelot sur le bateau de son père et qui était décédée en 1967 à l’âge de 104 ans.

## Caractéristiques de laMari-Lizig
Bateau kerhorre, construit par Jo Canton, de l’Aber-Wrac’h, sur des plans établis par Jean Kernéis.
- Longueur : 6,20 mètres
- Largeur : 2,20 mètres
- Tirant d’eau : 0,60 mètre
- Jauge : 2,95 tonneaux
- Surface de voilure : 20 m2

En 2008 un nouveau souffle anime l’association ; renouvellement du conseil d’administration et l'élection d'un nouveau président (Raymond Brélivet).